# Paul Hymans
Paul Louis Adrien Henri Hymans (Ixelles/Elsene 23 març de 1865 - Niça, 8 de març de 1941), fou un polític belga associat amb el Partit Liberal. Va ser el segon president de la Societat de Nacions, i tornar a exercir com a president als anys 1932-33.
Es va convertir en advocat i professor de la Universitat Lliure de Brussel·les. Com a polític va ser nomenat ministre belga d'Afers Exteriors des de 1918 fins a 1920 (i de nou des de 1927 fins a 1935), ministre de justícia des de 1926 fins a 1927, i membre del consell de ministres de 1935 a 1936. El 1919, juntament amb Charles de Broqueville i Emile Vandervelde va introduir el sufragi universal per a tots els homes (un home, un vot) i l'educació obligatòria.
Després de Primera Guerra Mundial, va representar Bèlgica en la conferència de pau de 1919-1920. Paul Hymans va ajudar a formar la unió duanera de Bèlgica i Luxemburg (Unió Económica Bèlgica-Luxemburg) el 1921 i va exercir un paper important en la negociació del Pla Dawes el 1924. El 1928, va signar el Pacte Briand-Kellogg per Bèlgica.
Era un francmaçó, i un membre de la lògia Les Amis Philanthropes del Grand Orient de Belgique a Brussel·les. Paul Hymans està enterrat al cementiri d'Ixelles de Brussel·les.